# Paraguayischer Nationalkongress

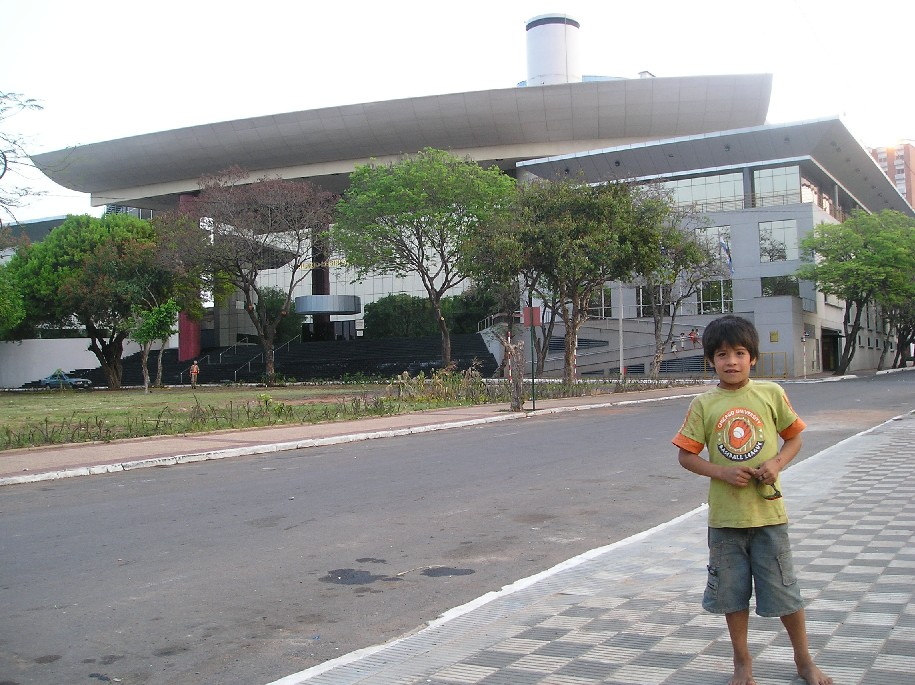

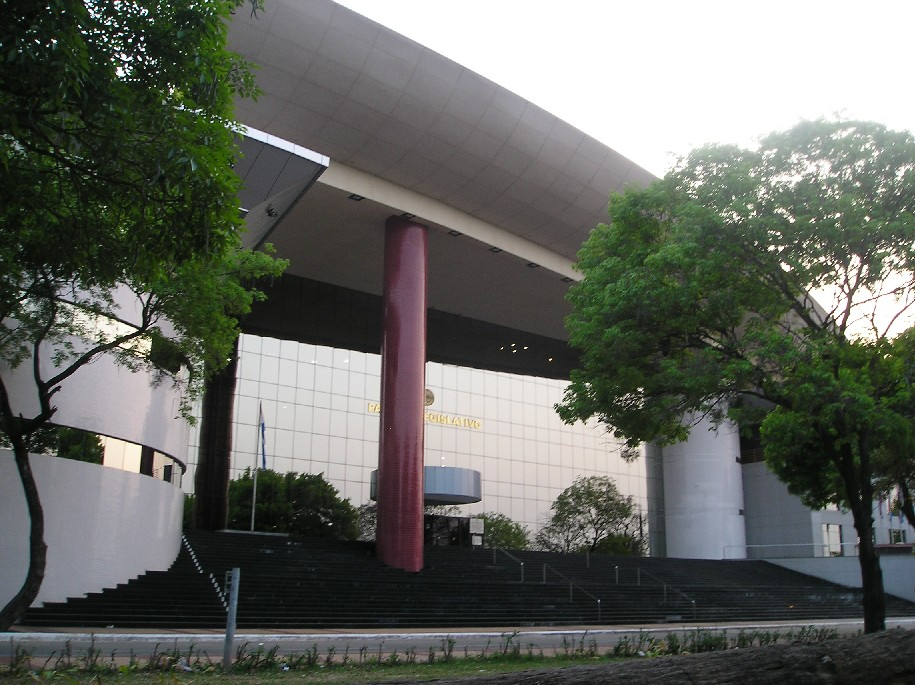

Der Nationalkongress der Republik Paraguay (spanisch Congreso Nacional de la República del Paraguay) ist das für die Ausübung der paraguayischen Legislative zuständige Organ. Es besteht aus dem Senat und der Abgeordnetenkammer und hat 125 Mitglieder. Die letzten Wahlen fanden 2018 statt.
Der Nationalkongress tritt jährlich in ordentlichen Sitzungen vom 1. Juli eines jeden Jahres bis zum 30. Juni des folgenden Jahres mit einer Pause vom 21. Dezember bis 1. März zusammen.
Präsident des Nationalkongresses ist seit 2017 Fernando Lugo.

## Senat der Republik Paraguay
Der Senat hat 45 Mitglieder.

## Abgeordnetenkammer der Republik Paraguay
Die Abgeordnetenkammer besitzt 80 Mitglieder.